# Wiaczesław Naumienko

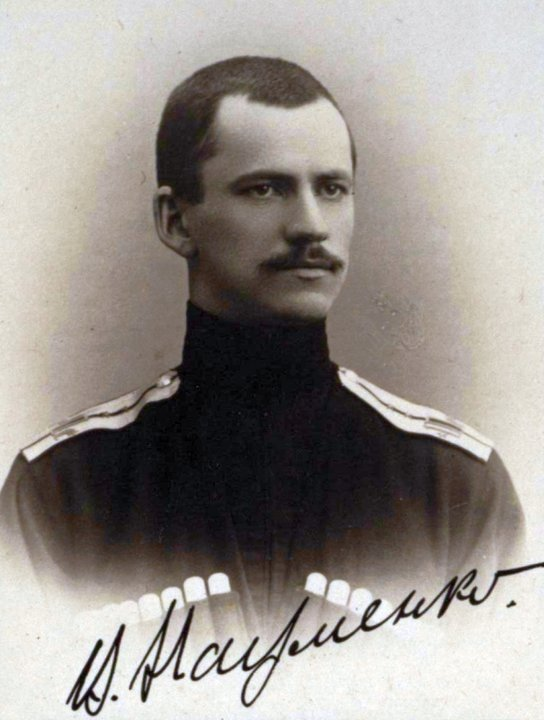
Wiaczesław Naumienko w 1914r.

Wiaczesław Grigoriewicz Naumienko, ros. Вячеслав Григорьевич Науменко (ur. 25 lutego 1883 r., zm. 30 października 1979 r. koło Nowego Jorku) – rosyjski wojskowy (generał lejtnant), wyższy oficer w Głównym Zarządzie Wojsk Kozackich podczas II wojny światowej.

## Życiorys
Ukończył michajłowski korpus kadetów w Woroneżu w 1901 r, nikołajewską szkołę kawaleryjską w 1903 r. i 2 klasy nikołajewskiej akademii sztabu generalnego w 1914 r. Brał udział w I wojnie światowej. Od marca 1915 r. był starszym adiutantem w sztabie 1 dywizji kawalerii Kozaków kubańskich. Następnie został w stopniu podpułkownika szefem sztabu 4 dywizji kawalerii Kozaków kubańskich. 28 stycznia 1917 r. został szefem polowego sztabu dowodzącego kozackimi wojskami. W styczniu 1918 r. przystąpił do kozackich oddziałów walczących na południu Rosji z bolszewikami. W kwietniu tego roku został w stopniu pułkownika szefem sztabu brygady kawalerii gen. Pokrowskiego. Od czerwca dowodził 1 pułkiem kawalerii, 1 brygadą kawalerii, a następnie 1 dywizją kawalerii Kozaków kubańskich. 8 grudnia awansował do stopnia generała majora. Od 18 grudnia wchodził w skład krajowego przedstawicielstwa Kozaków kubańskich do spraw wojskowych. 1 lutego 1919 r. został atamanem marszowym Wojska Kozaków kubańskich. Od 14 września znajdował się w rezerwie wojsk kozackich. 11 października w stopniu generała lejtnanta objął dowództwo II Korpusu Kawalerii Kozaków kubańskich. W kwietniu 1920 r. wraz z pozostałymi wojskami białych wycofał swoje oddziały na Krym. Pod koniec lipca uczestniczył w nieudanym desancie na Kubań w rejonie Tamania grupy wojskowej gen. Siergieja G. Ułagaja (Kuczuka). Po odwrocie na Krym pod koniec sierpnia, został dowódcą 1 dywizji kawalerii. 1 października przejął dowództwo grupy kawalerii, ale już 3 dni później został ranny. W listopadzie wraz z pozostałymi wojskami ewakuował się na wyspę Limnos, gdzie żołnierze wybrali go kubańskim atamanem wojskowym. W 1920 r. zamieszkał w Niemczech. W okresie II wojny światowej podjął współpracę z Niemcami. Od marca 1944 r. służył w Głównym Zarządzie Wojsk Kozackich. Reprezentował postawę popierającą rosyjski ruch wyzwoleńczy gen. Andrieja Własowa. Po zakończeniu wojny wyemigrował do USA. Zmarł 30 października 1979 r. niedaleko Nowego Jorku. Był autorem książki pt. „Великое предательство”, będącej zbiorem dokumentów i materiałów, dotyczących wydania Kozaków Sowietom w 1947 r. (Nowy Jork, 1962).